# Conflit Fatah-Hamas
 (janvier 2017).
Le conflit Fatah–Hamas (en arabe : النزاع بين فتح وحماس, an-Nizāʿ bayna Fataḥ wa-Ḥamās), la guerre civile palestinienne (en arabe : الحرب الأهلية الفلسطينية, al-Ḥarb al-ʾAhliyyah al-Filisṭīnīyyah), ou le conflit des Frères (en arabe : صراع الإخوة, Ṣirāʿ al-ʾIkhwah, signifiant littéralement « guerre fratricide ») a débuté en 2006 après la victoire du Hamas aux élections législatives. Le résultat de ces élections pourtant appuyées par les États-Unis et Israël dans le but d'aider à l'élection de Mahmoud Abbas, plus favorable à la collaboration avec Israël, poussa les États-Unis à organiser et appuyer l'offensive armée du Fatah pour reprendre par la force le pouvoir,.
Depuis, le Fatah dirige l’Autorité palestinienne en Cisjordanie et le Hamas à Gaza.
L'accord de Doha en 2008 et les accords du Caire (2011) sont censés réconcilier les deux parties. Mahmoud Abbas (président de l'Autorité palestinienne), Amr Moussa (secrétaire général de la Ligue arabe), Nabil el-Arabi (ministre des Affaires étrangères égyptienne), Khaled Mechaal (Hamas) ont participé aux accords du Caire. Le 23 avril 2014, une réunion entre le Hamas et le Fatah à Gaza se termine en respectant les accords du Caire et de Doha, de former le gouvernement palestinien d'union nationale de 2014 et d'organiser des élections générales six mois après la fondation du gouvernement.

## Contexte
Après la mort de Yasser Arafat en 2004, la « vieille garde » du Fatah était accusée de népotisme et de corruption, et se montrait incapable d'enrayer la criminalité et la dégradation des services publics. Cette situation fut propice à la victoire du Hamas aux élections législatives palestiniennes de janvier 2006. Le Hamas obtenant 48,3 % des suffrages, le Fatah 43,8 %.
Avant les élections, des analystes craignaient que ces tensions donnent lieu à des affrontements, particulièrement lorsque le Fatah a menacé d'annuler le scrutin si Israël empêchait les Palestiniens de Jérusalem-Est de voter. Ces affrontements n'ont pas eu lieu et le calme relatif a même laissé penser qu'un gouvernement d'union nationale pourrait se former entre les deux mouvements.
La période de mars à décembre 2006 a été marquée par des tensions lorsque les commandants du Fatah ont refusé d’obéir aux ordres du gouvernement démocratiquement élu du Hamas tandis que l'Autorité palestinienne lançait une campagne d'assassinats et d'enlèvements contre des dirigeants du Hamas. Le Hamas entreprit des représailles du même ordre. Le conflit prit de l'ampleur après l’échec de tentatives des deux factions palestiniennes à parvenir à un accord de partage du pouvoir. Le 15 décembre, Mahmoud Abbas décrète une élection générale anticipée dont la légalité et la tenue est contestée par le Hamas qui considère cette décision comme une tentative de coup d’État,
En raison des victoires du Hamas aux élections municipales de 2005 puis aux élections législatives de 2006, des membres du Hamas s'emparèrent du Parlement palestinien à Gaza en signe de protestation et installèrent des barrages dans plusieurs endroits contrôlés par l'Autorité palestinienne. Des tirs en l'air furent entendus et des pneus ont été brûlés. Certains réclamèrent la démission du dirigeant du Fatah, Mahmoud Abbas.
Le magazine Vanity Fair dévoile en 2008 que l'administration Bush a mené en 2007 une opération clandestine pour permettre au Fatah du président palestinien Mahmoud Abbas de reprendre par les armes le pouvoir après la victoire électorale du Hamas. Le plan visait à permettre à Mohamed Dahlan, le chef de la sécurité palestinienne, équipé par des armes fournies par les États-Unis, d’écarter du pouvoir le Hamas par un coup d’État. La secrétaire d’État américaine Condoleezza Rice a elle-même téléphoné aux dirigeants de l’Égypte, de la Jordanie, de l'Arabie saoudite et des Émirats arabes unis pour leur demander de participer au programme d’armement du Fatah, et notamment de fournir le financement nécessaire à verser directement sur des comptes liés au président palestinien. En réponse à ce plan, les forces armées du Hamas ont pris le contrôle des bureaux de l’ensemble des forces de sécurité liées à la Présidence et à Fatah dans la bande de Gaza.

## Historique du conflit
Le 15 décembre 2006, des combats éclatent en Cisjordanie après que les forces de sécurité palestiniennes sous les ordres de Mahmoud Abbas ont tiré sur un rassemblement du Hamas à Ramallah. Au moins 20 personnes ont été blessées durant ces affrontements survenus peu après que le Hamas a accusé le Fatah d'avoir tenté d'assassiner le Premier ministre palestinien.

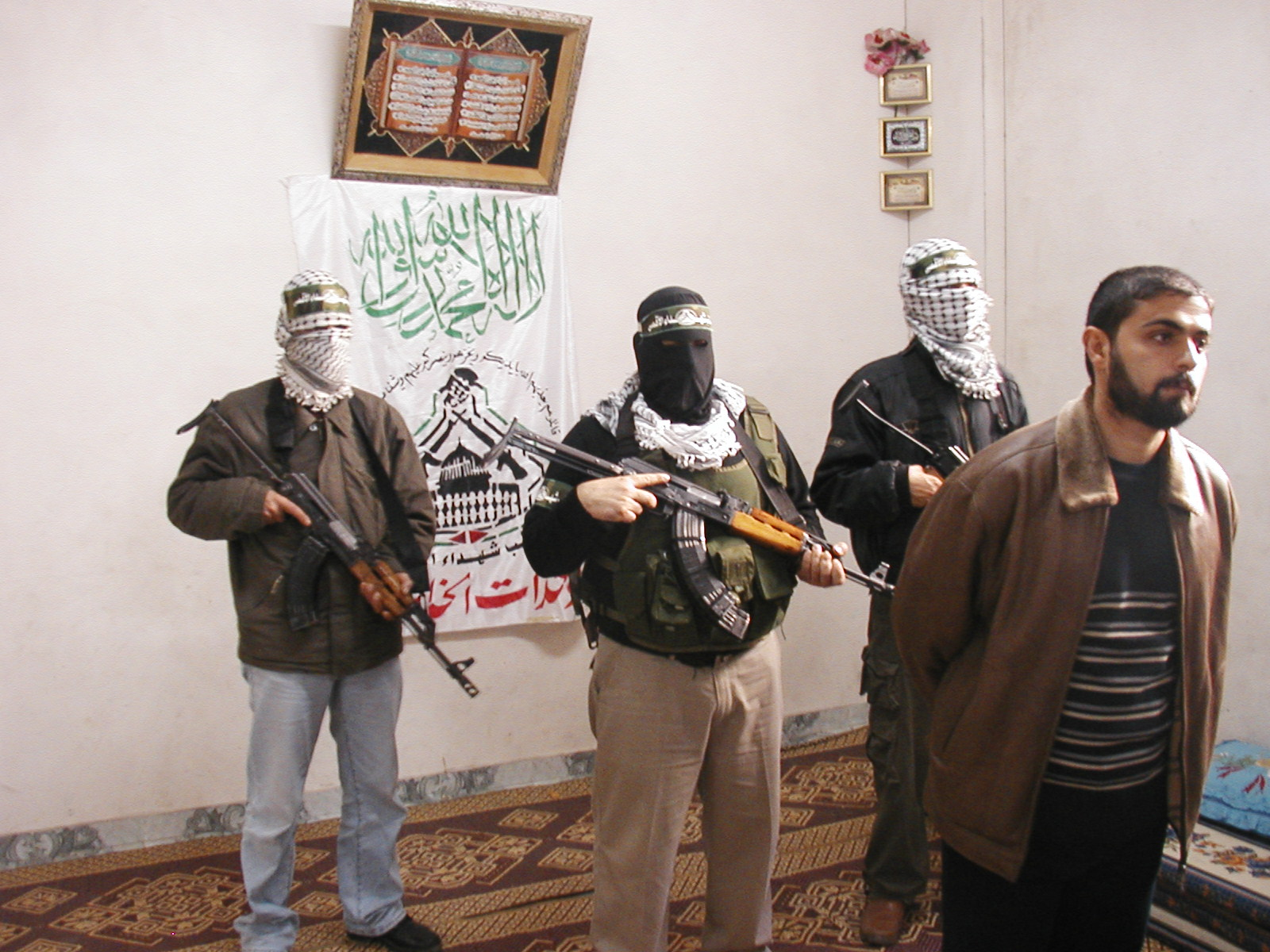
Miliciens d'une branche dissidente du Fatah à Gaza en 2005.

Les affrontements sont intenses et quasi quotidiens de décembre 2006 à février 2007. Toutefois, des incidents mineurs continuent sporadiquement en mars et avril 2007.
Le 9 février 2007, les responsables palestiniens rivaux se rencontrent à La Mecque et signent l'accord de La Mecque sous l’égide de l'Arabie saoudite qui finalise un cessez-le-feu puis la constitution d'un gouvernement d'union nationale avec Ismaël Haniyeh à sa tête. Cependant, les combats ont continué de mars et avril 2007. Plus de 90 personnes ont été tuées durant cette période.
En mai 2007, des affrontements éclatent de nouveau dans les rues de Gaza, faisant six morts. Les dirigeants des deux parties tentent d'arrêter les combats instituant des dizaines de trêves sans effet. Le Premier ministre palestinien Ismaïl Haniyeh a accepté le 14 mai la démission du ministre de l'intérieur Hani Al-Qawasmeh en raison de la poursuite des violences,.
Le 7 juin 2007 le Hamas prend le contrôle des principaux axes routiers de la bande de Gaza. Des responsables du Fatah sont enlevés. Le CICR estime qu'au moins 118 personnes ont été tuées et plus de 550 blessées lors de cette nouvelle série de combats qui dure jusqu'au 15 juin Human Rights Watch a accusé les deux parties de violations du droit international humanitaire, comme l'assassinat de civils et l’exécution de prisonniers, dont certains jetés d'immeubles, des combats dans les hôpitaux, et des tirs à partir de véhicules portant le sigle « TV » utilisé par la presse. Le Comité international de la Croix-Rouge a dénoncé les attaques dans et autour de deux hôpitaux dans le nord de la bande de Gaza.
Le 14 juin 2007, le président palestinien Mahmoud Abbas annonce la dissolution du gouvernement d'union avec le Hamas et déclare l'état d'urgence. Ismail Haniyeh est destitué de sa fonction de Premier ministre tandis qu'Abbas s'arroge la gouvernance de Gaza et de la Cisjordanie par décret présidentiel. Ce décret est qualifié de « sans valeur » par le Hamas qui considère toujours Haniyeh comme « chef du gouvernement, même s'il a été dissous par le président ».
Le 15 juin, Abbas nomme Salam Fayyad comme Premier ministre et le charge de former un nouveau gouvernement sans qu'aient été tenues des élections.
Le 16 juin, un groupe lié au Fatah, les Brigades des martyrs d'Al-Aqsa, prend d'assaut le parlement palestinien basé à Ramallah qui est contrôlé par le Hamas. Cette action ainsi que le saccage du ministère de l'Éducation, a été perçue comme une réaction aux pillages similaires par des militants du Hamas intervenus à Gaza.
Le 20 juin, l'un des chefs du Hamas Mahmoud Zahar, menace le Fatah de le destituer par la force de son contrôle en Cisjordanie s'il continue à essayer de déraciner le Hamas de ce territoire entrainant ainsi sa chute. elle pourrait conduire à la chute du Fatah là aussi. Dans un entretien au New York Times il laisse entendre que le Hamas pourrait mener des attentats-suicides contre leurs opposants. Dans une allocution télévisée Mahmoud Abbas déclare qu'il « ne négociera pas avec des assassins et des terroristes ».
Le 17 octobre 2007, les affrontements reprennent dans l'est la bande de Gaza entre un clan affilié au Fatah et des membres du Hamas, faisant deux morts des deux côtés. Les responsables du Fatah et du Hamas s'accusent mutuellement de la responsabilité des combats. Une autre fusillade éclate le 20 octobre tuant un garçon de 13 ans membre du clan proche du Fatah. Dans la même journée, à Rafah, une femme est tuée et huit personnes sont blessées blessées dans des échanges de tirs entre des militants du Hamas et du Jihad islamique palestinien. Deux jours plus tard, 7 autres Palestiniens sont tués dans des combats entre milices.
Le 12 novembre 2007, une manifestation à la mémoire de Yasser Arafat organisée par le Fatah dans la ville de Gaza est dispersée de force par des hommes armés du Hamas qui tirent dans la foule. Au moins six civils sont tués et plus de 80 autres manifestants sont blessés, certains piétinés dans la panique. Selon le porte-parole de la « force exécutive » du Hamas, 200 personnes ont été arrêtées pour les besoins d'une « enquête » sur les « émeutes ». Le Fatah estime leur nombre à 400 dont les organisateurs du rassemblement. Depuis sa prise du pouvoir le Hamas a interdit pratiquement toutes les activités du Fatah, fait fermer ses médias et réprimer ses rassemblements. Cette répression est considérée comme « relevant de la vengeance politique » par le directeur du centre des droits de l'homme « Damir », basé à Gaza.

## Reprise des violences
Le 1er janvier 2008 de nouveaux combats font huit morts.
Le Hamas profite de l'opération Plomb durci pour reprendre ses attaques contre le Fatah : des dizaines de membres du Fatah ou des Palestiniens accusés de « collaboration » ont été assassinés, des dizaines d'autres mutilées par balles, torturées, ou ont eu les membres cassés ; d'autres encore ont été arrêtés arbitrairement.
Le 15 août 2009, la police du Hamas réprime le groupuscule extrémiste Jund Ansar Allah (en), qui appartient à la mouvance Al-Qaïda et venait de proclamer un « émirat islamique » à Gaza, en prenant d'assaut la mosquée dans laquelle se trouvaient les membres de ce groupe. 24 militants sont tués, dont le chef du groupe, Abdelatif Moussa, et 130 blessés.

## Emprisonnements et tortures
Les membres sympathisants du Fatah se trouvant à Gaza sont arrêtés et emprisonnés par le Hamas, tandis qu'en Cisjordanie, le Fatah traque, arrête et emprisonne les membres du Hamas. À Gaza, le gouvernement du Hamas a créé le délit de « coopération avec Ramallah et l'Autorité palestinienne ». Dans les prisons qu'elles contrôlent, les deux factions (Hamas et Fatah) se livrent à des tortures sur les membres de la faction rivale. Pour le directeur d'Al-Haq, la plus ancienne organisation des droits de l'homme palestinienne, « la torture est maintenant une pratique répandue dans les prisons palestiniennes ». Il souligne également que 500 à 700 prisonniers politiques sont en 2009 incarcérés illégalement dans les prisons de l'Autorité palestinienne. Cette dernière justifie sa politique répressive en affirmant que le Hamas prépare un coup de force en Cisjordanie.

## Chronologie des affrontements
- 14 juillet 2005 : la police et les services de sécurité palestiniens ont été placés jeudi soir en état d'alerte dans la bande de Gaza en raison de « la tension sur le terrain », selon un porte-parole du ministère palestinien de l'Intérieur. Plusieurs affrontements entre les forces de sécurité palestinienne et des activistes du Hamas ont eu lieu dans la nuit de jeudi à vendredi, faisant cinq blessés dans les rangs du Hamas ainsi que deux civils. Elles ont pour origine la volonté du gouvernement palestinien de stopper les attaques au mortier et à la roquette conte Israël depuis Gaza.
- 20 juillet 2005 : des combattants Hamas et Fatah se sont entendus pour une trêve alors que leurs affrontements, pour faire cesser les tirs de roquettes contre Israël par le Hamas, ont tué deux personnes[33].
- 31 décembre 2005 : à quelques heures de l'expiration de la trêve des attaques contre Israël négociée en mars 2005 au Caire, le Jihad islamique palestinien, le Hamas et plusieurs factions armées liées au Fatah, comme les brigades des martyrs d'Al-Aqsa, déclarent qu'ils ne la reconduiraient pas.
- 25 janvier 2006 : tenue des élections législatives palestiniennes. Victoire du Hamas qui remporte 74 siège sur les 132 du Conseil législatif palestinien.
- 21 février 2006 : Ismaël Haniyeh est nommé Premier ministre par Mahmoud Abbas.
- 17 mars 2006 : le mouvement du Fatah de Mahmoud Abbas refuse de se joindre au gouvernement formé par le Hamas.
- 19 mars 2006 : Haniyeh annonce la formation de son gouvernement.
- Les 10 et 11 mai : une procession funéraire pour un combattant Fatah est attaquée par le Hamas. Deux jours d'affrontements font trois morts.[réf. nécessaire]
- mai 2006 : plusieurs affrontements font des victimes dans les deux formations. Deux activistes Hamas sont enlevés et tués et deux autres blessés[34].
- 7 juin 2006 : Hamas accepte de retirer ses troupes des rues palestiniennes[35]. Les tirs de roquettes sur le territoire israélien se poursuivent.
- 25 juin 2006 : des commandos proches du Hamas attaque un campement de Tsahal en Israël via un tunnel près de Kerem Shalom qui passe au sud de la bande de Gaza. Deux soldats israéliens sont tués, trois autres blessés, en comptant Gilad Shalit qui est enlevé.
- 28 juin : début de l'opération Pluie d'été de l'armée israélienne dans la bande de Gaza. 300 personnes, dont 46 enfants, sont tuées par l'armée israélienne à Gaza. Les bombardements causent par ailleurs des destructions considérables.
- 2 octobre 2006 : des combats se déroulent dans les locaux du gouvernement[36].
- 4 octobre : un dirigeant local du Hamas est abattu par un tireur masqué[37].
- 11 octobre : douze personnes sont tuées et 120 blessées dans des combats à la suite d'une manifestation de policiers du Fatah, mécontents de ne plus toucher leurs salaires. Les combats se multiplient en dehors de Gaza[38].
- 20 octobre : des nouveaux échangent de tirs se déroulent quelques heures après un accord Hamas/Fatah[39].
- 26 novembre 2006 : Israël met officiellement un terme à ses opérations dans la bande de Gaza.
- 9 décembre 2006 : l'OLP approuve la suggestion de Mahmoud Abbas de déclencher des élections anticipées.[réf. nécessaire]
- 10 décembre : des personnes armées font feu sur le convoi du ministre de l'Intérieur Hamas.[réf. nécessaire]
- 11 décembre : trois fils du chef de la sécurité Fatah sont tués sur le chemin de l'école ; le Fatah et le Hamas condamnent ces meurtres.[réf. nécessaire]
- 14 décembre : le convoi du Premier ministre Hamas Ismaël Haniyeh essuie des tirs alors qu'il rentre d'Égypte. Un garde du corps est tué.[réf. nécessaire]
- 15 décembre : le Hamas accuse Mohammed Dahlan du Fatah d'avoir tenté d'assassiner Haniyeh la veille[40]. Dahlan rejette ces accusations. Des combats se déroulent en Cisjordanie après l'attaque d'un rassemblement Hamas à Ramallah. Au moins 20 personnes sont blessées.[réf. nécessaire]
- 16 décembre : Mahmoud Abbas annonce son intention d'appeler à des élections anticipées à cause de l'impossibilité de trouver un consensus avec le Hamas pour former un gouvernement d'union nationale. Au moins 32 militants du Hamas sont blessés dans des échanges de tirs avec la garde d'Abbas, d'après le personnel hospitalier[41].
- 17 décembre : des affrontements continuent, notamment près de la résidence du Président palestinien. Un cessez-le-feu est annoncé le soir entre les deux factions.[réf. nécessaire]
- 18 décembre: des membres armés du Hamas et du Fatah s'affrontent le matin au milieu de la ville de Gaza. Un adolescent âgé de 16 ans est blessé au cou. Le même jour, un ancien membre du cabinet ministériel Fatah, Sufian Abu Zaydeh, est enlevé. Dans le même temps, 11 activistes Hamas sont enlevés par des membres du Fatah. Zaydeh est libéré en signe de bonne volonté.[réf. nécessaire]
- 19 décembre : une importante bataille rangée se déroule devant les locaux des services de renseignements du Fatah à Gaza, tuant au moins 5 personnes et faisant au moins 12 blessés[42]. Les corps de 2 des 11 membres du Hamas qui avaient été enlevés la veille sont retrouvés à Gaza. Un second accord de cessez-le-feu est conclu dans la soirée, il débute à 23 h 00 mais n'empêche pas la poursuite des affrontements.[réf. nécessaire]
- 20 décembre : durant la nuit, deux militants du Fatah sont abattus malgré le cessez-le-feu lors d'affrontements avec le Hamas, six autres palestiniens sont blessés. Mercredi matin, des dizaines d'hommes armés patrouillent toujours à Gaza violant le cessez-le-feu de la veille. Les barrages routiers sont maintenus[43].
- 21 décembre : un civil est tué en marge d'affrontements armés entre des membres du Hamas et des proches des membres Fatah tués la veille. Le garde du corps du ministre des Affaires étrangères, Mahmoud al-Zahar, est enlevé.[réf. nécessaire]
- 22 décembre : à Naplouse, une fusillade a lieu au moment d'un rassemblement de membres du Hamas. Au moins 9 Palestiniens sont blessés (dont un grièvement)[44].
- 1er janvier 2007 : après une semaine de trêve, un photographe de l'AFP est enlevé à Gaza. C'est le neuvième enlèvement de journaliste en un an en Palestine. Le président de l'Autorité palestinienne, Mahmoud Abbas, a ordonné à « tous les services de sécurité » palestiniens de mener des recherches pour le retrouver[45]. Le photographe est libéré par ses ravisseurs, qui n'ont pas été identifiés, au bout d'une semaine[46]. Les affrontements reprennent aussi entre les factions palestiniennes. Des sources dans les services de sécurité palestiniens rapportent l'enlèvement de 3 membres du Fatah par la branche militaire du Hamas. Les Brigades des martyrs d'Al-Aqsa enlève 10 membres du Hamas en représailles. Des fusillades se déroulent également entre les deux factions. D'autres sources palestiniennes rapportent des tirs de mortier contre la maison d'un dirigeant des Brigades des martyrs d'Al-Aqsa à Beit Lahiya. L'essentiel des affrontements se passent dans le Nord de la bande de Gaza où des barrages routiers se figent et où il y a la crainte que ces fusillades tournent à la guerre ouverte.
- 2 janvier : le chauffeur d'un camion israélien est blessé dans une attaque au mortier au point de passage de Karni.[réf. nécessaire]
- 3 janvier : cinq Palestiniens sont tués dans des échanges de tirs entre Hamas et Fatah dans le Nord de la bande de Gaza. Parmi eux, une passante a été la victime d'affrontements à Jabaliya. Les quatre autres morts sont du Fatah et ont été tués dans l'attaque de leur voiture à Khan Younès pour trois d'entre eux et à Beit Lahiya pour le dernier. 10 personnes sont enlevées. Dans la soirée, un accord est trouvé entre Hamas et Fatah pour ramener le calme dans le Sud de la bande de Gaza. Une nouvelle roquette est tirée contre Israël.[réf. nécessaire]
- 4 janvier : six morts sont dénombrés à la suite de nouveaux affrontements, malgré les appels au calme des dirigeants des deux factions.[réf. nécessaire]
- 5 janvier : un membre des forces de sécurité et du Fatah est mort de ses blessures. Un imam est abattu après avoir dénoncé les affrontements interpalestiniens dans son sermon[47].
- Une trêve respectée pendant plusieurs jours permet de rétablir le dialogue, en vue de la constitution d'un gouvernement d'union nationale. Mahmoud Abbas et Khaled Mechaal s'entretiennent pendant 3 heures le 22 janvier, à Damas.[réf. nécessaire]
- 25 janvier : un rassemblement du Hamas à Naplouse pour fêter la victoire électorale du mouvement un an plus tôt est la cible de tirs de membres des brigades des martyrs d'Al-Aqsa. Des troupes du Hamas répliquent. Un civil meurt d'une balle perdue. Un policier du Fatah est descendu dans la ville de Gaza. Un membre du Hamas est tué avant minuit.[réf. nécessaire]
- 26 janvier : de lourds combats font de nombreux morts. 7 militants Hamas, 5 militants Fatah, 1 militant des Brigades des martyrs d'Al-Aqsa sont tués, ainsi que 3 civils dont un enfant de 2 ans et un adolescent de 16 ans. 24 membres du Hamas sont enlevés par le Fatah en Cisjordanie.[réf. nécessaire]
- 27 janvier : pendant la nuit, un policier Hamas et un civil sont tués au cours d'une attaque à la roquette anti-char sur le domicile du ministre des Affaires étrangères du Hamas, Mahmoud Zahar. Deux membres du Fatah sont également tués au cours d'affrontements dans la journée près de l'université islamique de Gaza[48],[49],[50].
- Des tirs de mortier, des échanges de tirs et des voitures piégées ont fait 6 morts au total en ce jour : 2 membres du Hamas, 2 du Fatah et 2 civils dont un enfant de 12 ans. Un autre militant Hamas, blessé la veille dans des affrontements à Beit Lahiya, décède de ses blessures dans l'après-midi[51],[52].
- 28 janvier : au cours de nouveaux affrontements, un militant du Hamas et un civil de 45 ans sont tués.[réf. nécessaire]
- 29 janvier : un membre des forces de sécurité du Hamas est tué à Gaza dans la matinée. Un responsable du Hamas, Hussein al-Shabasi, est descendu à l'extérieur d'une mosquée à Khan Younès et trois civils sont tués au cours des échanges de tirs qui s'ensuivirent[53].
- 1er février 2007 : un groupe de tireurs du Hamas sème une embûche à un convoi de 4 camions qu'ils disent transporter des armes pour la garde présidentielle de Mahmoud Abbas. Trois gardes officiels (Fatah), un membre de l'unité de stratégie de Abbas, un assaillant Hamas et un civil sont tués dans la confrontation. Presque 70 personnes dont 2 enfants, sont blessés dans la bataille. Un porte-parole du Fatah nie que la cargaison du camion était des armes et décrit l'incident comme un danger pour le maintien de l'accord de cessez-le-feu. Plus tôt, des hommes armés ont tiré sur plusieurs personnalités du Hamas à Gaza, sans les blesser. Dix personnes ont également été blessées dans l'attaque armée de membres du Hamas contre une position militaire stratégique[54].
- 2 février : de sérieux affrontements se déroulent entre des commandos du Hamas et du Fatah. Des combattants Hamas attaquent des troupes de la sécurité Fatah, tuant 3 gardes présidentiels, 2 membres du service stratégique d'Abbas et blessant entre 40 et 50 recrues et 2 civils dans une attaque au mortier. L'université islamique gérée par le Hamas est attaquée par des tireurs du Fatah. Quelques heures plus tard, en réponse à cette attaque, l'université al-Qods « affiliée » au Fatah est visée par des tirs du Hamas. 4 activistes Fatah et 4 Hamas sont tués, ainsi que 5 civils dont une femme et 4 enfants. Une victime d'une attaque de la veille meurt de ses blessures. Une nouvelle trêve est arrangée dans la soirée mais un militant Hamas et un civil sont tués dans les heures qui suivent dans un échange de tirs à Khan Younès[55].
- 3 février : 12 personnes sont blessées dans des affrontements. Des membres du Hamas établissent des barrages routiers à Gaza et enlèvent 40 membres non armés de la sécurité Fatah. Quelques heures après une nouvelle trêve, un garde présidentiel Fatah est tué et un autre est enlevé[56].
- 4 février : ignorant une nouvelle trêve, des combattants du Hamas attaquent au mortier et à la roquette plusieurs installations de sécurité tenues par des fidèles au président Abbas, sans faire de blessés. Deux membres de la garde présidentielle meurent des blessures causées par des affrontements des jours précédents[57].
- 6 février : des hommes armés d'un clan local font feu contre une voiture dans Gaza, tuant un commandant du Hamas et blessant 3 autres membres du groupe. Le Hamas accuse le Fatah. Le clan a déclaré que la cible de cette attaque était responsable de la mort de 2 membres de leur famille en décembre[58].
- 8 février : un accord est annoncé entre le Hamas et le Fatah afin de constituer un gouvernement d'union nationale dirigé par le Premier ministre en activité, Ismaël Haniyeh. Les discussions entre le Président Mahmoud Abbas et le chef en exil du Hamas, Khaled Mechaal, menées à La Mecque en Arabie saoudite, aboutissent à une distribution des postes ministériels entre les deux mouvements[59] et à un programme politique commun incluant le respect des accords israélo-palestiniens déjà signés mais n'incluant pas la reconnaissance d'Israël.
- 15 février : démission d'Ismaël Haniyeh, qui est reconduit pour nommer le nouveau gouvernement négocié à La Mecque.
- 5 mars 2007 : des membres des Comités de résistance populaire tirent sur la voiture d'un officier de police qui échappe à l'attaque. Les comités justifient leur action par le refus de cet officier d'intégrer des membres de leur groupe au sein de sa force de police. Dans le même temps, des affrontements entre militants du Hamas et des forces de sécurité alliées au Fatah sont rapportés à la suite d'un désaccord sur le contrôle d'un camp d'entraînement.[réf. nécessaire]
- 10 mars : malgré l'accord de La Mecque, des milices rivales s'affrontent encore dans la bande de Gaza. Un militant du Hamas est tué et 7 autres blessés. Les factions se renvoient la responsabilité de la première attaque.[réf. nécessaire]
- 15 mars : la composition du nouveau gouvernement d'union nationale nommé par Haniyeh est acceptée par Mahmoud Abbas.[réf. nécessaire]

- 17 mai : jour de calme relatif après un nouveau cessez-le-feu rompu au bout d'une heure. Une courte bataille tue un membre du Hamas. Deux membres du Fatah meurent et un membre du Hamas est grièvement blessé dans un autre combat plus tard dans la même journée[60].
- 18 mai : les deux factions s'affrontent dans la ville de Gaza où des témoins affirment que des grenades propulsées ont été tirées dans le campus de l'université islamique. Un porte-parole de Mahmoud Abbas accuse le Hamas d'utiliser l'université comme base de tirs pour des attaques contre les forces de police avoisinantes. Des media pro-Hamas accusent 3 dirigeants du Fatah de trahison après une riposte aérienne israélienne à des roquettes, qui a tué 3 combattants du Hamas[61]. Un civil est abattu par un tireur isolé dans le port de Gaza[62].